# Jules Porgès

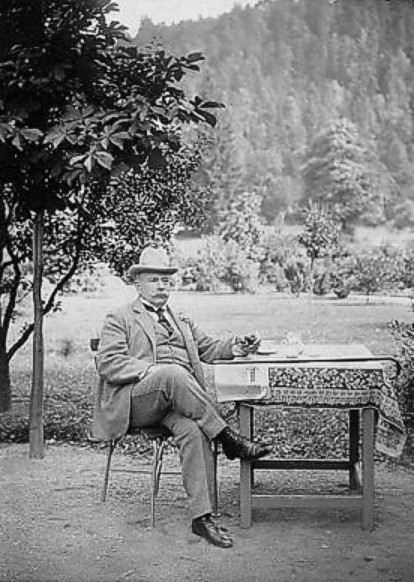
Jules Porgès in Prag, 1875

Jules Porgès (* 25. Mai 1839 in Wien; † 20. September 1921 in Paris) war ein Diamantenhändler und Finanzier, der eine zentrale Rolle bei der Erschließung und Ausbeutung der südafrikanischen Diamanten- und Goldfelder hatte. Er war der erste Randlord.
Porgès wurde als Yehuda Porges geboren und wuchs in Prag auf, wo sein Vater Juwelier war. Anfang der 1860er Jahre siedelte Porgès nach Paris, änderte seinen Namen, stieg in den Diamantenhandel ein und gründete die Firma Jules Porgès & Cie.
Nachdem der Diamantenrausch in Südafrika eingesetzt hatte, entsandte Porgès 1873 Julius Wernher als seinen Vertreter und Diamanteneinkäufer zu den Diamantenminen nach Kimberley, Kapkolonie. Wernher war sehr erfolgreich und 1876 zog Porgès selbst nach Kimberley.
Porgès gründet die Gesellschaft Compagnie Française de Diamant du Cap de Bonne Espérance, die nach und nach weitere Diamantenminen aufkaufte und einen wesentlichen Teil der Diamantenproduktion auf sich vereinigte. Porgès war darüber hinaus als Finanzier tätig, da er über gute Kontakte zur Börse in Paris verfügte, wo er Aktien südafrikanischer Minengesellschaften auf den Markt brachte.
1879 nahm er Alfred Beit in seine Firma Jules Porgès & Cie auf, 1880 wurden Wernher und Beit Teilhaber.
Auch am beginnenden Goldrausch nahm Porgès erfolgreich teil, er gründete mit anderen die Goldminen- und Finanzgesellschaft Cornerhouse am Marktplatz in Johannesburg. Dieser Name war eine Verballhornung des Namens des Mitgründers Hermann Eckstein. Die Cornerhaus-Gruppe war in den folgenden Jahren überaus erfolgreich.
Als es zu einer Konzentration der Minengesellschaften kommt, verkauft Porgès 1887 seine Gesellschaft an Cecil Rhodes De Beers Consolidated Mines Limited. Er war auch an den Verhandlungen beteiligt, die dazu führten, dass Rhodes Hauptwiderpart Barney Barnato seine Minengesellschaften in De Beers einbrachte.
Nachdem Porgès sehr viel Geld verdient hatte, verließ er 1890 Südafrika, seine Firma wurde von seinen Teilhabern übernommen und in Wernher, Beit & Co umbenannt.
Er ließ sich wieder in Paris nieder und baute in Rochefort-en-Yvelines ein Schloss.
Das 1892 durch den Architekten Paul-Ernest Sanson erbaute Stadtpalais Hôtel Porgès (14-18 avenue Montaigne) beherbergte eine berühmte Sammlung von Gemälden von Rubens, Van Dyck, Rembrandt, Bruegel und Le Lorrain. Nach dem Tod von Porgès’ Witwe wurde es 1937 verkauft und in den 1960er Jahren abgerissen. 

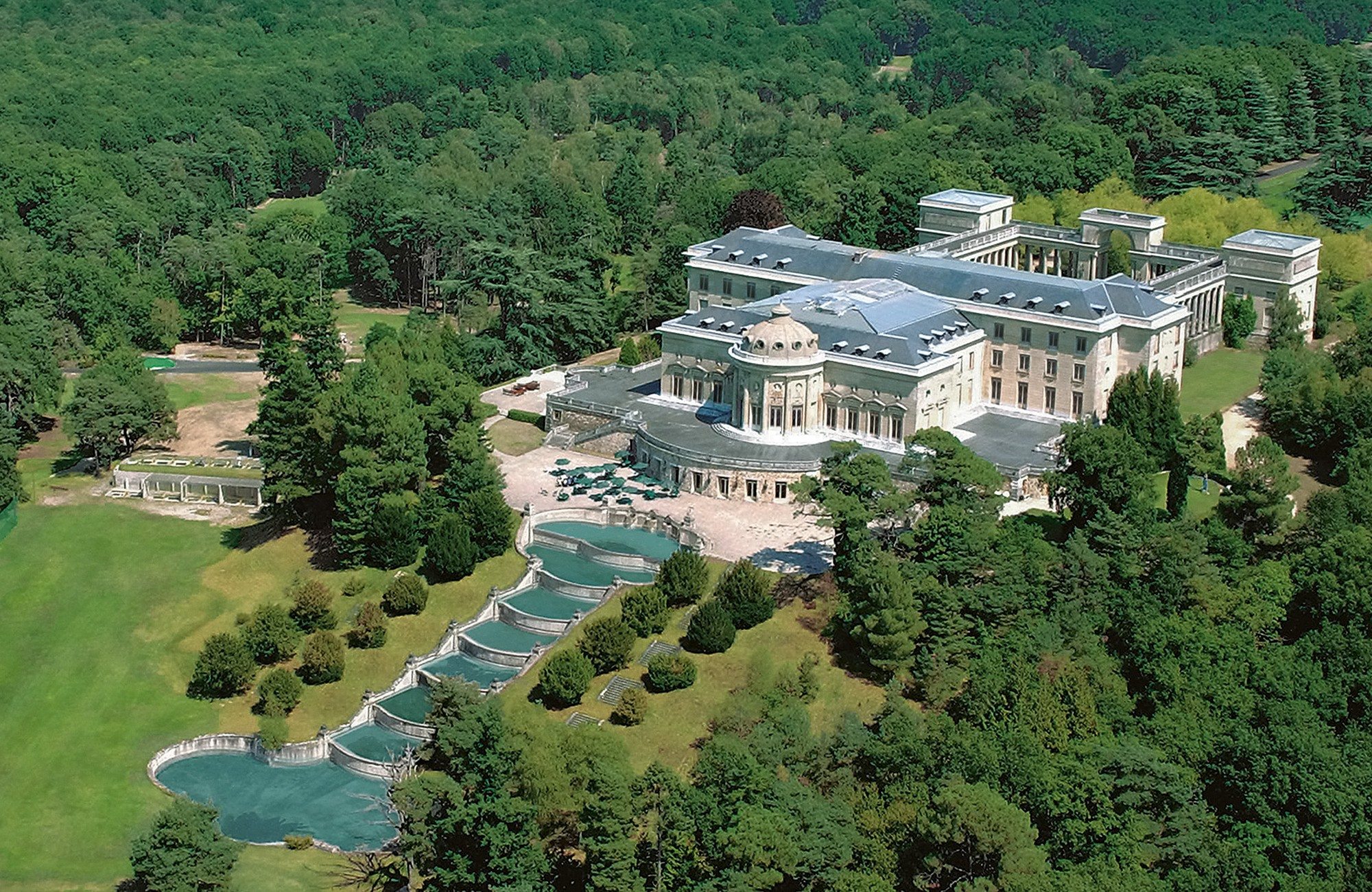
Porgès’ in den Jahren 1896 bis 1904 neu erbautes Schloss in Rochefort-en-Yvelines, das teils unvollendet blieb.
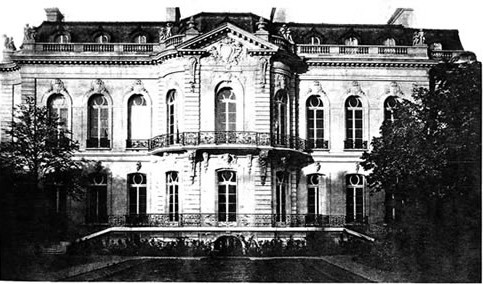
Hôtel Porgès,  Avenue Montaigne in Paris